# سقوط بالون در لاکهارت ۲۰۱۶
در ۳۰ ژوئیه سال ۲۰۱۶ میلادی، یک بالون تفریحی در محدوده ثبت نشده ماکسول در لاکهارت در ۴۸ کیلومتری جنوب آستین، تگزاس دچار آتش‌سوزی شد و ۱۶ نفر در این حادثه کشته شدند. این حادثه مرگبارترین حادثه برای بالون‌ها در ایالات متحده و دومین حادثهٔ مرگبار برای بالون‌ها در جهان است. ابن حادثه همچنین دومین حادثهٔ مرگبار هوایی در آمریکا پس از سقوط ۲۴۰۷ هواپیمایی کولگن در سال ۲۰۰۹ است.

## بالون
این بالون ساخت شرکت کوبیاک جمهوری چک و از نوع Kubicek BB85Z بود.

## جستار های وابسته
- زیپلین
- بالون